# Rui Silva (calciatore 1996)
Rui Pedro Oliveira Silva, noto semplicemente come Rui Silva (Lourosa, 5 giugno 1996), è un calciatore portoghese, difensore dell'Alverca.

## Caratteristiche tecniche
È un terzino destro.

## Carriera

### Club
Ha esordito fra i professionisti il 2 agosto 2015 disputando con il Santa Clara l'incontro di Taça da Liga perso ai rigori contro l'Atlético CP.
Il 27 giugno 2017 viene acquistato a titolo definitivo dal Braga, con cui firma un contratto fino al 2020.
Il 13 luglio 2018, dopo una stagione passata con la seconda squadra del Braga, viene ceduto in prestito per una stagione alla sua ex squadra, il Santa Clara.

### Nazionale
Ha giocato nelle nazionali giovanili portoghesi Under-17 ed Under-23.

## Palmarès

### Club

#### Competizioni nazionali
- Liga 3: 1

Alverca: 2023-2024